# Friedrich Lippmann
Friedrich Lippmann, född den 6 oktober 1838 i Prag, död den 2 oktober 1903 i Berlin, var en tysk konsthistoriker. 
Lippmann var från 1876 till sin död direktör för kopparstickskabinettet i Berlin, vilket under hans ledning utvecklades till en mönsterinstitution. Lippman var en framstående kännare av teckningar och grafisk konst. Han utgav ett flertal stora utgåvor av Dürers, Rembrandts och Botticellis teckningar samt ett arbete om Lucas Cranach den äldres kopparstick och träsnitt.